# Espécie-alvo
Em ciências pesqueiras, chama-se espécie-alvo àquela que se pretende capturar com uma determinada arte de pesca.
Nem todas as espécies que são capturadas numa pescaria são espécies-alvo. Entre as demais espécies capturadas existem as espécies acessórias, também designadas fauna acompanhante, que inclui as rejeições (captura jogada fora). Não existe objectivamente um motivo concreto para se determinar se uma espécie é alvo de uma pescaria. Porém, o valor de mercado e o tipo de arte de pesca têm um papel fundamental nessa decisão, pois uma espécie com um valor elevado é geralmente alvo, assim como o é uma espécie que é capturada por uma arte cujas características se adequam a apanhar intencionalmente essa espécie.